# Víktor Txernomirdin
Víktor Stepànovitx Txernomirdin (en rus Ви́ктор Степа́нович Черномы́рдин) (Txorni-Otrog, óblast d'Orenburg, 9 d'abril de 1938 – Moscou, 3 de novembre de 2010) va ser un polític, oligarca i home de negocis rus.
Txernomirdin fou el Primer Ministre de Rússia de 1992 a 1998. Des del 2001, és l'ambaixador de Rússia a Ucraïna. Pertanyent a una família de treballadors, es graduà com a enginyer a l'Institut Politècnic de Kúibixev (avui Samara), als Urals, el 1962. En la dècada dels setanta s'afilià al PCUS i entrà a la secció d'indústria pesant del comitè central, on hi va estar fins al 1982. Des del 1985 dirigí el ministeri de la indústria del gas, que transformà el 1989 en el consorci Gazprom, monopoli de gas soviètic.
Pel desembre de 1992, Borís Ieltsin el va nomenar Primer Ministre de Rússia. En les eleccions legislatives del desembre de 1995, liderà el bloc progovernamental Casa Nostra - Rússia i aconseguí el 12% dels vots i 54 escons a la Duma. La victòria de Borís Ieltsin a les eleccions presidencials del 1996 el confirmà en el càrrec. El juny de 1996 va intervenir en el conflicte de Txetxènia per alliberar els ostatges russos segrestats. Alhora, intentà acostar-se als Estats Units, acostament que s'acabà després de l'atac aliat de l'OTAN durant la guerra de Kosovo. El novembre de 1996 ocupà la presidència del país quan Borís Ieltsin hagué d'apartar-se temporalment del poder per problemes greus de salut.
Fou destituït, juntament amb tots els membres del govern, el 23 de març de 1998, en una acció que havia de permetre afrontar els greus problemes econòmics i socials del país, i el substituí Serguei Kirienko. Després d'una nova crisi econòmica, a l'estiu del 1998, Ieltsin el proposà de nou com a primer ministre, però fou rebutjat per la Duma en favor de Ievgueni Primakov. El 1999 fou elegit diputat a la Duma i el 2001 Vladímir Putin el nomenà ambaixador a Ucraïna. El 2003 va dimitir després de l'escàndol provocat arran d'haver justificat la política soviètica en la fam d'Ucraïna de 1932-1933.